# Schiff nach Indialand
Schiff nach Indialand (Originaltitel Skepp till Indialand) ist ein in Schwarzweiß gedrehtes schwedisches Filmdrama von Ingmar Bergman aus dem Jahre 1947.

## Handlung
Marineoffizier Johannes Blom besucht erstmals seit sieben Jahren seine Heimat. Er trifft die in ärmlichen Verhältnissen lebende Sally wieder, die erste Frau in seinem Leben, die ihn aber heftig zurückweist mit den Worten, sie brauche sein Mitleid nicht. In einer Rückblende erinnert sich Johannes an die damaligen Ereignisse: Johannes’ Vater, der tyrannische Kapitän Alexander Blom, lebt mit seiner Frau Alice und seinem Sohn auf einem kleinen Bergungsschiff. Der Vater verachtet Johannes wegen seines Buckels und seiner angeblichen Schwächlichkeit. Beide träumen davon, auf einem Schiff fremde Länder zu erkunden, die sie nur von Bildern und aus Büchern kennen. 
Als Blom erfährt, dass er in naher Zukunft erblinden wird, holt er die Varietésängerin Sally mit aufs Boot und kündigt an, bald mit dieser fortzugehen. Sally und Johannes beginnen eine zaghafte Beziehung, und Johannes hat erstmals den Mut, sich in einer körperlichen Auseinandersetzung gegen seinen Vater zu wehren. Bei einer Schiffsreparatur versucht Blom, seinen Sohn zu töten. Als der Versuch misslingt, unternimmt er einen Selbstmordversuch, der aber scheitert; er wird seine letzten Lebensjahre gelähmt sein. Johannes geht, wie seit langem geplant, zur Marine, kündigt aber an, zurückzukommen, wenn er sich und Sally ein materiell abgesichertes Leben ermöglichen kann. Zurück in der Gegenwart kann Johannes schließlich Sally umstimmen, ihrer Liebe eine Chance zu geben und mit ihm auf sein Schiff zu kommen.

## Hintergrund

### Produktion und Filmstart
Bergman schrieb das Drehbuch nach dem 1946 uraufgeführten Theaterstück Skepp till Indialand des Autors Martin Söderhjelm. Nach Es regnet auf unsere Liebe war dies Bergmans zweite Arbeit für den unabhängigen Produzenten Lorens Marmstedt. Die Besetzung der Rolle der Sally mit Gertrud Fridh, die bereits am Stadttheater in Göteborg unter Bergmans Regie gearbeitet hatte, setzte Bergman gegen den Willen Marmstedts durch.
Schiff nach Indialand entstand zwischen dem 28. Mai und 16. Juli 1947, lief im Wettbewerb der Internationalen Filmfestspiele von Cannes und feierte am 22. September 1947 seine schwedische Premiere. Der Film startete in Deutschland nicht in den Kinos, sondern lief am 21. August 1965 erstmals im deutschen Fernsehen.

### Position in Bergmans Werk
Im Unterschied zu den anderen Filmen Bergmans dieser Zeit, in denen er junge Paare zeigte, die sich gegen „den feindlichen Zugriff der Umwelt“ zur Wehr setzen (Gregor/Patalas), stellte er hier einen Vater-Sohn-Konflikt in den Mittelpunkt. Gespannte Vater-Sohn-Beziehungen waren auch Thema in Wie in einem Spiegel (1961), Fanny und Alexander (1982) und in Bergmans letztem Film Sarabande (2003).

## Kritik
„Ingmar Bergmans vierter Spielfilm trägt stark melodramatische Züge, ist deutlich von Vorbildern (dem poetischen Realismus Carnes, dem deutschen Expressionismus) beeinflußt und verrät das Interesse des Regisseurs für extreme Grenzsituationen und modellhafte Konstrukte. Charakteristisch für Bergmans Frühwerk ist die engagierte Zuspitzung des Generationenkonflikts.“